# Ranunculus macauleyi
Ranunculus macauleyi A. Gray – gatunek rośliny z rodziny jaskrowatych (Ranunculaceae Juss.). Występuje endemicznie w Stanach Zjednoczonych – w Kolorado oraz północnej części Nowego Meksyku. 

## Morfologia
PokrójBylina o lekko owłosionych pędach. Dorasta do 6–15 cm wysokości.
LiścieMają eliptyczny lub lancetowaty kształt. Mierzą 1,5–4,5 cm długości oraz 0,5–1 cm szerokości. Nasada liścia ma ostrokątny kształt. Brzegi są całobrzegie z trzema ząbkami. Wierzchołek jest zaokrąglony lub ścięty.
KwiatySą pojedyncze. Pojawiają się na szczytach pędów. Mają 5 eliptycznych działek kielicha, które dorastają do 6–12 mm długości. Mają 5 owalnych i żółtych płatków o długości 10–19 mm.
OwoceNagie niełupki o długości 1–2 mm. Tworzą owoc zbiorowy – wieloniełupkę o jajowatym lub cylindrycznym kształcie i dorastającą do 4–5 mm długości.

## Biologia i ekologia
Rośnie na górskich łąkach. Występuje na wysokości od 3300 do 3700 m n.p.m. Kwitnie od czerwca do lipca. Latem preferuje stanowiska w cieniu. Dobrze rośnie na wilgotnym i próchnicznym podłożu.